# Kriminalfall Chantal
Als Kriminalfall Chantal oder Fall Chantal wurde im Januar 2012 der Tod der elfjährigen Hamburgerin Chantal bundesweit bekannt. Das Kind war an einer Überdosis Methadon gestorben.
Das Jugendamt geriet in die Kritik, weil es die Vernachlässigung des Mädchens nicht erkannt hatte und Hinweisen auf Drogenkonsum der Pflegeeltern nicht nachgegangen war. Die öffentliche Verwaltung reagierte mit der Einführung neuer und dem Ausbau bestehender Kontrollmechanismen.

## Lebenssituation und Familie
Chantal war 2008 in die Pflegefamilie von Wolfgang A. (51) und Sylvia L. (47) gekommen. Sie hatte bis zu ihrem Tod mit ihren Pflegeeltern in einer Vierzimmer-Mietwohnung im Hamburger Stadtteil Wilhelmsburg gelebt. Insgesamt lebten in der Wohnung sechs Menschen: Chantal, die Pflegemutter, der Pflegevater, zwei leibliche Kinder und ein weiteres Pflegekind.

## Todesumstände
Ab März 2012 berichteten deutsche Tageszeitungen und Nachrichtenmagazine detailliert über den Fall. Chantal wurde am 16. Januar 2012 tot in ihrem Bett gefunden. Die Obduktion ergab, dass sie an einer Methadonvergiftung starb. Chantal wurde am 7. Februar 2012 auf einem Friedhof im Stadtteil Hamburg-Wilhelmsburg beigesetzt.

## Rolle der Behörden
Nach dem Tod hatte die Hamburgische Bürgerschaft einen Sonderausschuss zur Aufklärung der Todesumstände gebildet. Der Ausschuss sollte zudem Strukturen und Abläufe im Bereich der Jugendhilfe beleuchten und Empfehlungen zur Verbesserung des Kinderschutzes erarbeiten. Ab Ende Januar 2012 forderte die Opposition erfolgreich die Ablösung von Markus Schreiber (SPD) als Bezirksamtsleiter, da seine Behörde im Fall Chantal schwere Fehler begangen hatte. Auch die ehemalige Jugendamtsleiterin musste 2012 ihren Posten räumen. Markus Schreiber sitzt seit März 2015 in der Hamburgischen Bürgerschaft.

## Ermittlungen und Anklage
In der Garage der Pflegefamilie und am Arbeitsplatz des Pflegevaters fanden Ermittler Methadon-Tabletten. Das Jugendamt Wilhelmsburg und die Räume des freien Trägers, der Chantal betreut hatte, wurden durchsucht. Dabei wurden Jugendhilfe- und Pflegeakten sowie Computerdaten sichergestellt. Die Staatsanwaltschaft Hamburg erhob Anklage gegen die Pflegeeltern von Chantal. Der Vorwurf lautete auf fahrlässige Tötung und Verletzung der Fürsorgepflicht.

## Gerichtsverfahren
Nach einer Entscheidung des Oberlandesgerichts im August 2013 müssen sich beide Pflegeeltern vor Gericht verantworten. Es korrigierte damit eine Entscheidung des Landgerichts Hamburg, das nur gegen den Pflegevater wegen fahrlässiger Tötung durch Unterlassen verhandeln wollte. Nach Ansicht des Oberlandesgerichts ist jedoch auch die Pflegemutter der fahrlässigen Tötung und der Verletzung ihrer Fürsorge- und Erziehungspflicht hinreichend verdächtig.

### Prozessbeginn
Nach ca. drei Jahren sollte der Prozess gegen die Pflegeeltern am 1. Dezember 2014 beginnen.

### Plädoyers, Urteil und Revision
Die Urteilsverkündung erfolgte am 5. Februar 2015. Wegen fahrlässiger Tötung durch Unterlassen wurde Sylvia L. zu acht Monaten Haft und Wolfgang A. zu zwölf Monaten Haft verurteilt. Beide Haftstrafen wurden zur Bewährung ausgesetzt. Hinsichtlich der ebenfalls zur Anklage gebrachten Verletzung der Fürsorge- und Erziehungspflicht wurden beide Angeklagten freigesprochen, weil das Gericht keine Anhaltspunkte für eine Verwahrlosung des Opfers sah. Sowohl die Staatsanwaltschaft als auch die Verteidiger kündigten an, gegen das Urteil in Revision zu gehen.

### Politische Verantwortung
Am 10. Februar 2012 übernahm Markus Schreiber die politische Verantwortung für die Versäumnisse im Zusammenhang des Todes von Chantal und bat den Senat um seine Abberufung aus dem Amt des Bezirksamtsleiters von Hamburg-Mitte. Olaf Scholz, Erster Bürgermeister Hamburgs, kündigte an, dass der Senat dieser Bitte nachkommen werde.

## Nachwirkung und gesellschaftliche Debatte
Die Sozialbehörde hat eine spezielle Kontrollstelle eingerichtet, die zukünftig die Arbeit von Jugendämtern und sozialen Diensten verstärkt beobachten soll. Damit reagiert die Behörde auf Versäumnisse, die offenbar zum Tod der Elfjährigen geführt haben.
Zudem wurden die Kriterien für Hamburger Pflegeeltern verschärft. Wer künftig ein Pflegekind aufnehmen will, muss ein Gesundheitszeugnis mit Drogentest vorlegen. Außerdem wird ein Führungszeugnis verlangt, das nicht nur auf einschlägige Straftaten wie Gewalt gegen Kinder oder Kindesmissbrauch hin überprüft werden soll, sondern auf alle Straftaten, die bis dahin vorliegen.